# Estancia (Novo México)
Estancia é uma cidade  localizada no estado americano de Novo México, no Condado de Torrance.

## Demografia
Segundo o censo americano de 2000, a sua população era de 1584 habitantes.
Em 2006, foi estimada uma população de 1551, um decréscimo de 33 (-2.1%).

## Geografia
De acordo com o United States Census Bureau tem uma área de
14,9 km², dos quais 14,8 km² cobertos por terra e 0,1 km² cobertos por água. Estancia localiza-se a aproximadamente 1875 m acima do nível do mar.

## Localidades na vizinhança
O diagrama seguinte representa as localidades num raio de 28 km ao redor de estância.